# Erregerwicklung
Als Erregerwicklung werden die Spulen (Feldwicklung bestehend aus Draht-Wicklungen) in einer elektrischen Maschine bezeichnet, die das magnetische Feld für die Energiewandlung (Hauptfeld / Luftspaltfeld) erzeugen, wenn sie von einem elektrischen Strom (Erregerstrom) durchflossen werden. Bei Gleichstrommaschinen spricht man auch von der Hauptpolwicklung. Als Erreger bezeichnet man den dafür vorgesehenen Teil der Maschine.
Die Bezeichnung ist von dem Begriff Magnetische Erregung abgeleitet, der historischen Bezeichnung der magnetischen Feldstärke.
Maschinen mit Permanentmagneten, üblicherweise Maschinen kleiner bis mittlerer Leistung, benötigen keine Erregerwicklung; sie werden auch als permanenterregt bezeichnet. 